# Albert Zapf
Albert Zapf (* 17. Januar 1870 in Waldfischbach, Pfalz; † 4. September 1940 in München) war ein deutscher Jurist, Politiker (DVP) und Industrieller.

## Leben und Wirken
Zapf besuchte das Gymnasium. Danach studierte er Rechtswissenschaften in München, Berlin und Erlangen. In München wurde er 1889 Mitglied des Corps Franconia. Er promovierte 1893 an der Universität Erlangen mit einer Arbeit über Die Redemptoristen zum Dr. jur. Nach seinem Studium arbeitete er zunächst ab 1895 im bayerischen Justizdienst. 1898 wurde er Regierungsassessor im bayerischen Ministerium des Innern, 1899 wurde er Bezirksamts-Assessor. Seit 1900 praktizierte er als Rechtsanwalt am Oberlandesgericht Zweibrücken. 1919 nahm er als Sachverständiger an den Friedensverhandlungen in Versailles teil.
Nach dem Ersten Weltkrieg engagierte sich Zapf gegen die separatistische Bewegung in der Pfalz und schloss sich der von Gustav Stresemann gegründeten Deutschen Volkspartei (DVP) an. Für diese saß Zapf, der den Titel eines Geheimen Justizrates führte, von 1920 bis 1930 und von 1932 bis 1933 als Abgeordneter im Berliner Reichstag. Innerhalb der DVP gehörte Zapf – der auch Kontakte zu Edgar Jung unterhielt – dem rechten Flügel der Partei an. Im Reichstag war er Mitglied des Wirtschaftsausschusses.
Zapf wurde 1915 als Nachfolger von Franz Karcher Aufsichtsratsvorsitzender der Frankenthaler Zuckerfabrik AG und leitete 1926 die Fusion der Interessengemeinschaft süddeutscher Zuckerfabriken zur Süddeutschen Zucker Aktiengesellschaft mit in die Wege. Er wurde auch erster Aufsichtsratsvorsitzender der neuen Gesellschaft.

## Schriften
- Die Redemptoristen, Speyer 1893. (Dissertation)